# Campionato bulgaro di calcio a 5 2003-2004
Il Campionato bulgaro di calcio a 5 2003-2004 è stata la seconda edizione del massimo campionato di calcio a 5 della Bulgaria, giocato nella stagione 2003-04 con la formula del girone unico, e che ha visto la vittoria finale del MAG Varna, al suo primo titolo di Bulgaria.

## Classifica finale
| Pos | Squadra                | Pti | G  | V  | N | P  | GF  | GS  |
| --- | ---------------------- | --- | -- | -- | - | -- | --- | --- |
| 1   | MAG Varna              | 44  | 18 | 14 | 2 | 2  | 122 | 57  |
| 2   | Akademika Miks Sofia   | 44  | 19 | 13 | 5 | 1  | 109 | 66  |
| 3   | Faks Sofia             | 36  | 18 | 11 | 3 | 4  | 141 | 96  |
| 4   | Piccadilly Varna       | 33  | 18 | 9  | 6 | 3  | 78  | 59  |
| 5   | Olimpiec Rousse        | 27  | 18 | 8  | 3 | 7  | 81  | 75  |
| 6   | Levski Spartak Sofia   | 27  | 20 | 8  | 3 | 9  | 98  | 94  |
| 7   | Cernolomec Rousse      | 25  | 18 | 7  | 4 | 7  | 85  | 96  |
| 8   | Levski Sofia           | 10  | 17 | 3  | 1 | 13 | 54  | 86  |
| 9   | Viktorija Stara Zagora | 10  | 18 | 3  | 1 | 14 | 65  | 122 |
| 10  | FK G Sofia             | 3   | 18 | 1  | 0 | 17 | 52  | 134 |